# Aretopsis
Aretopsis is een geslacht van kreeftachtigen uit de klasse van de Malacostraca (hogere kreeftachtigen).

## Soorten
- Aretopsis amabilis de Man, 1910
- Aretopsis manazuruensis Suzuki, 1971